# Maria van Antiochië

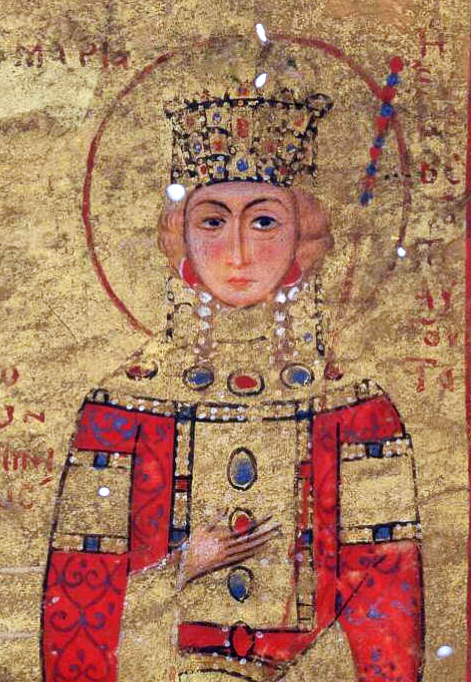
Maria van Antiochië.

Maria van Antiochië (1145-1182) was van 1161 tot 1180 keizerin en van 1180 tot 1182 regentes van het Byzantijnse Rijk. Ze behoorde tot het huis Poitiers.

## Levensloop
Maria van Antiochië was de oudste dochter van vorstin Constance van Antiochië uit haar eerste huwelijk met Raymond van Poitiers.
In 1160 werd haar stiefvader Reinoud van Châtillon gevangengenomen door Nur ad-Din, de emir van Damascus en Aleppo. Haar moeder eiste vervolgens het vorstendom Antiochië voor zichzelf op, maar de edelen steunden haar zoon, Maria's broer Bohemund III. Koning Boudewijn III van Jeruzalem installeerde Bohemund als vorst van Antiochië en benoemde de rijke en wereldse Emmerik van Limoges, Latijns patriarch van Antiochië en gewezen vijand van Reinoud van Châtillon, tot diens regent. Constance trok vervolgens naar Constantinopel om bij de Byzantijnse keizer Manuel I Komnenos, de leenheer van Antiochië, te gaan protesteren tegen deze beslissing.

### Keizerin
Eind 1159 was de eerste echtgenote van Manuel I Komnenos, Bertha van Sulzbach, gestorven, waarna de keizer met een prinses uit een van de Kruisvaardersstaten wilde trouwen. Er kwamen twee kandidates in aanmerking: Maria van Antiochië en Melisende van Tripoli, dochter van graaf Raymond II van Tripoli. De keizer koos eerst voor Melisende van Tripoli en startte vervolgens onderhandelingen op met haar broer Raymond III. Hoewel Manuel zicht had op een enorme bruidsschat, werden de onderhandelingen uiteindelijk afgeblazen; aan het Byzantijnse hof circuleerde namelijk het gerucht dat Melisende mogelijk niet de echte dochter van Raymond II van Tripoli was. Vervolgens viel de keuze van Manuel I Komnenos op Maria van Antiochië. Nadat de onderhandelingen rond het huwelijk waren afgerond, meerde Maria in september 1161 aan in de Sint-Simeonhaven in Constantinopel. Op 24 december 1161 vond de bruiloft plaats in de Hagia Sophia. Het huwelijk versterkte de connectie van Antiochië met het Byzantijnse Rijk en verbeterde de positie van haar moeder Constance, die nu regentes werd voor haar zoon Bohemund III.
Na het huwelijk bleef Maria verschillende jaren kinderloos. In 1166 raakte ze zwanger, maar beviel ze van een doodgeboren zoon, hetgeen door de keizer en het volk beschouwd werd als een grote tragedie. In 1169 schonk Maria uiteindelijk het leven aan de toekomstige keizer Alexios II Komnenos (1169-1183). Ook speelde ze een rol in het politieke en diplomatieke leven aan het hof in Constantinopel. 

### Regentschap
Na de dood van Manuel in 1180 trad Maria in het klooster, onder de naam Xene, maar in de realiteit trad ze op als regentes voor haar minderjarige zoon Alexios II. Ondanks haar status als kloosterzuster had ze heel wat ambitieuze bondgenoten, zoals prōtosebastos Alexios Komnenos, een neef van haar echtgenoot. Deze laatste werd tevens haar minnaar, wat een groot schandaal veroorzaakte onder de Griekse bevolking. Als westerse die Italiaanse handelaars voortrok werd Maria bestreden door de Grieken, die haar in het algemeen incompetent vonden als regentes.
De leiders van de oppositie tegen haar waren haar stiefdochter Maria Komnena en dier echtgenoot Reinier van Monferrato. Maria Komnena beschouwde zichzelf als de rechtmatige heerser van het Byzantijnse Rijk: ze was het oudste kind van haar vader en bijna even oud als haar stiefmoeder Maria van Antiochië. Maria en Reinier kregen de steun van patriarch Theodosius I van Constantinopel en gebruikten de Hagia Sophia als de uitvalsbasis van hun acties. Alexios II liet de patriarch arresteren, hetgeen in de straten van Constantinopel tot open oorlogsvoering leidde.

### Executie
Manuels neef Andronikos I Komnenos, die tijdens Manuels regering in ballingschap leefde, werd in 1182 door Maria Komnena uitgenodigd naar Constantinopel. Die zette de Byzantijnse burgers aan tot de massamoord van de Latijnse inwoners van het rijk, met name de Venetiaanse en de Genuese handelaren. 
Nadat Andronikos de controle over Constantinopel had verworven, liet hij Maria Komnena en haar echtgenoot vergiftigen en Maria van Antiochië opsluiten in het klooster van Sint-Diomedes of in een nabijgelegen gevangenis. De keizerin probeerde hulp te zoeken bij haar schoonbroer, koning Béla III van Hongarije, maar zonder resultaat. Andronikos liet Alexios II een document ondertekenen waarin die instemde met de executie van zijn moeder. Andronikos' zoon Manuel en sebastos George werden belast met de opdracht, maar weigerden. Uiteindelijk werd Maria, volgens Niketas Choniates, gewurgd door lijfwachter Constantijn Tripsychos en eunuch Pterygeonites en begraven in een anoniem graf op een nabijgelegen strand. Na haar dood werden de meeste afbeeldingen van haar vernietigd.
Omdat Maria's dood werd geheimgehouden, circuleren er ook andere versies over haar dood; zo zou ze in een zak zijn vastgebonden en vervolgens in het water zijn gegooid. Andronikos kroonde zichzelf na haar terechtstelling tot medekeizer en liet kort daarna ook Alexios II vermoorden, waarna Andronikos alleenheerser van het rijk werd.